# 抗日战争第七战区
抗日战争第七戰區在中国抗日战争中為了因應戰爭形勢，中華民國國民政府於中國境內劃分與日軍作戰的戰區之一。第七戰區先后成立过两次。

## 1937年至1938年
第一次是抗日战争初期1937年10月下旬，淞沪会战中国军队败退。为保卫首都南京，国民政府军事委员会将原属第三战区的苏南、浙北和皖南东部划分为第七战区，以刘湘为司令长官，陳誠为副司令。该部在南京保卫战外围进行了作战。1938年初第七戰區被撤销。
所部包括：
- 第八集团军，司令张发奎，辖第七军团司令廖磊
- 第十五集团军，司令陈诚，辖第十六军团司令罗卓英、第卅三军团司令刘建绪
- 第卅三集团军，司令刘湘，辖第廿四军团司令唐式遵、第廿五军团司令潘文华

## 1940年
1940年7月再次组建第七战区。
- 敵後戰場建制閩粵贛邊區、東江指揮所挺進縱隊、海陸豐守備區[1]:409-410。

第二次是抗日戰爭末期1944年左右，第七戰區所轄範圍為廣東省，並在1945年9月13日訂定的受降計劃中，劃分為廣東地區（包含香港）接受日軍繳械的作戰區之一。

### 1944年
- 司令長官余漢謀
- 作戰區域：廣東
  - 第12集團軍：余漢謀
  - 直屬暨特種部隊

## 1945年9月受降區
第七戰區：廣東省（含香港）
- 日俘集結地：汕頭

1945年9月28日在汕头接受日本第23军投降。

## 改組
1945年後，改組為衢州綏靖公署。

### 引用
1. ↑  劉鳳翰：〈論抗戰期間國軍游擊隊與敵後戰場〉，《近代中國》第90期，刊張玉法：《中華民國史稿》，台北：聯經出版，1998年6月，ISBN 978-957-08-1826-0，